# Villa Paralupi
Villa Paralupi (o Villa Maso) è uno storico edificio di Luzzara, in provincia di Reggio Emilia.

## Storia e descrizione
L'edificio principale risale al XVI secolo e fu  utilizzata dai Gonzaga di Luzzara come palazzina di caccia fino agli inizi del XVII secolo, quando passò di proprietà. Ha subito importanti modifiche nel XVIII e nel XIX secolo, con l'aggiunta dei fabbricati colonici, della cappella di famiglia e della ghiacciaia.
Il complesso è immerso in un ampio parco di circa 9.000 metri quadrati ed è circondato da canali.
Nella villa e nel suo parco è stato girato nel 1976 il film Novecento di Bernardo Bertolucci.